# 平度市
平度市，位于山东省山东半岛中部，胶莱河的东岸。平度市为中国肉类生产第六大县市，青岛市的卫星城，也是山东省面积最大的县级行政区。市人民政府驻北京路379号。

## 历史
西周时属莱国，东周时属齐国。西汉置平度县，位于今市境北，东汉时废置。而今市境南则属即墨县地，为宗室胶东王的驻地，县治设于今平度城东南方向，是南北朝以前山东半岛上的最大城市。至北齐析置长广县，隋代改称胶水县。明代胶水县省入平度州。1913年废州改县。曾于1941年至1944年间析置出平南、平西、平东三县，但又分别在1953年至1956年间合并回平度。1989年平度撤县设市，目前隶属于青岛市管辖。

## 人口
2021年，在平度居住半年以上的常住人口118.78万人。其中，城镇人口53.47万人，农村人口65.31万人，城镇化率45.02%。

## 地理
平度境内地形以平原为主，东北部多低山丘陵。全市年平均气温11℃，年均降水量677mm。

## 行政区划
下辖5街道12镇：
东阁街道、李园街道、同和街道、凤台街道、白沙河街道、古岘镇、仁兆镇、南村镇、蓼兰镇、崔家集镇、明村镇、田庄镇、新河镇、店子镇、大泽山镇、旧店镇、云山镇和平度外向型工业加工区。

## 交通
- 206国道、 309国道过境。
- 平度站

## 经济
平度是青岛的卫星城，所处的山东半岛又是中国经济最发达、气候最温和的地域之一，所以平度无论是工业还是农业，都发达，曾被多次列入全国综合实力百强县，兩田制便起始於此。
矿产资源主要有黄金、石墨、滑石、大理石等，其中滑石生产规模位居中国第一，黄金、石墨产量也位居山东省前列。农业以种植小麦、花生、玉米、棉花为主，是中国重要的油料、粮食、花生产区。旧店苹果，大黄埠西瓜等特产被评为全国农产品地理标志，先后被授予“中国葡萄之乡”“中国花生之乡”等称号。境内设有江北农业技术市场和中央粮食储备库。
工业有电子、食品、采矿、化工、纺织等诸多门类，青岛啤酒公司、海尔公司、海信公司等青岛本地知名企业和多家韩国跨国公司都在平度拥有巨额投资。

## 文化和旅游
市境北部与莱州市交界处的天柱山上有北魏郑道昭、郑述祖父子手书的摩崖石刻，价值颇高。其中“荥阳郑文公之碑”更是完美地融合了魏碑和楷书两种书法字体而备受推崇。附近的大泽山也是一处著名风景区，风光秀丽，并且盛产“大泽山葡萄”，远近闻名。大泽山葡萄风味独特，品质优良，穗大粒饱，色泽鲜艳，皮薄肉嫩，口味宜人。广泛栽培的品种有十几个，玫瑰香栽培最多。
- 全国重点文物保护单位：即墨故城遗址，胶河战役。

## 友好城市
- 亚拉兰奇斯市（1993年）
- 首尔特别市九老區（2001年）

1. ↑  国务院第七次全国人口普查领导小组办公室. . 北京市: 中国统计出版社. 2022-07. ISBN 978-7-5037-9772-9. Wikidata Q130368174 （中文）.
2. ↑  . 中共青岛市委青岛市人民政府 （中文）.
3. ↑  . 中国·国家地名信息库.
4. 1 2  武宗义. . 大众新闻. 2024-12-09.